# チェルカースィ・バス
株式会社「チェルカースィ・バス」(ウクライナ語:ВАТ "Черкаський автобус"チェルカースィクィイ・アウトーブス；ロシア語:ОАО "Черкасский автобус"チルカーッスキイ・アフトーブス)は、ウクライナのバス製造メーカーである。
所在地はチェルカースィ、社長はヴィターリイ・ゲルマーノヴィチ・ラアベ(Виталий Германович Раабе)である。

## 概要
チェルカースィ・バスは、ウクライナの自動車企業グループである「ボフダーン」の傘下であり、いすゞ自動車のエルフをもとに開発されたボフダーンの生産を行っている。
チェルカースィ・バスで製造されている小型バスのA091「ボフダーン」とA092「ボフダーン」は、市内バスや都市間を走る長距離バスに使用される。
尚、2006年よりA-144「バグダーン」（中型市内バスとして使用）やA-145「ボフダーン」そしてA064「ボフダーン」は、ルーツィク自動車工場で生産される様になった。